# Ratchaburi Mitr Phol Football Club
Ratchaburi Mitr Phol Football Club (en tailandés สโมสรฟุตบอลจังหวัดราชบุรี), es un club tailandés de fútbol ubicado en la provincia de Ratchaburi. Actualmente milita en la Liga de Tailandia.

## Historia
El Ratchaburi ganó las promociones de las ligas regionales para el TPL. En 2011 ganaron el campeonato de la División Central-Oriental antes de obtener el ascenso a la División 1 después de ganar el Grupo A de la División 2. En la temporada siguiente, los dragones volaron hacia la consecución del título en su camino hacia la TPL (Thailand Premier League). Durante su estancia en la División 1, el Ratchaburi llegó a la final de Copa de la Liga tailandesa perdiendo 4-1 ante el Buriram United. La final fue más recordada por las circunstancias absurdas que por el propio encuentro en sí, ya que el Ratchaburi no tenía ningún jugador sustituto en el banquillo debido a tener varias deudas con personas afines al Buriram United. El Ratchaburi nunca tuvo oportunidad ya que el Buriram United ganó la final a medio galope.

## Uniforme
- Titular: Camiseta naranja, pantalón naranja y medias naranjas.
- Alternativa: Camiseta azul, pantalón azul y medias azules.